# Marché de gros de Tunis

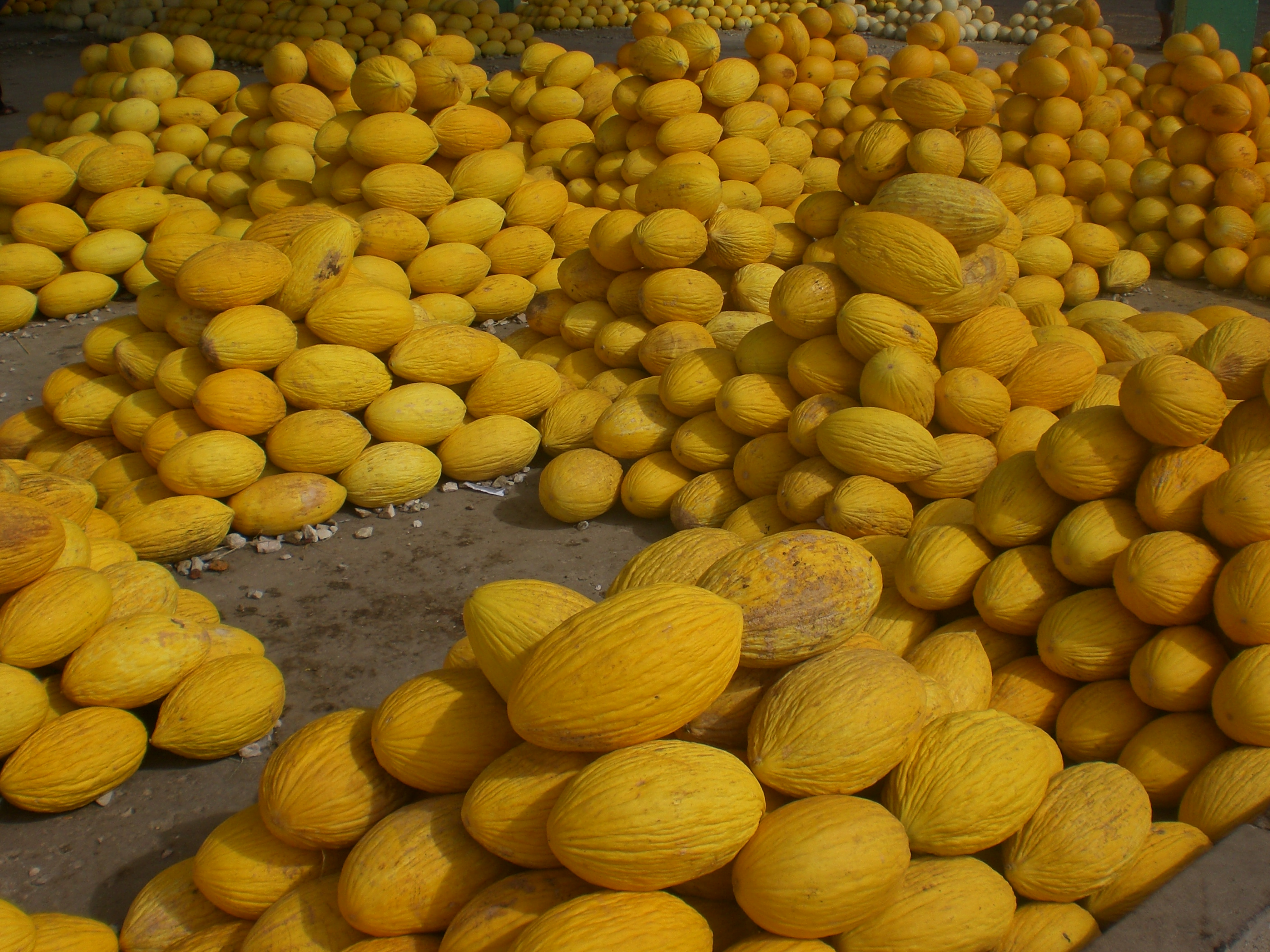
Melons vendus au marché de gros.

Le marché de gros de Tunis, aussi appelé marché de gros de Bir El Kassaâ, est le plus grand marché de légumes, fruits et poissons de Tunisie.
Il est situé dans la banlieue de Bir El Kassaâ, près de la ville d'El Mourouj au sud de Tunis. Son approvisionnement lui parvient des producteurs de différentes régions du pays.
Ce marché est géré par la Société tunisienne des marchés de gros (SOTUMAG), une société de droit public à caractère non administratif,.

## Sources
- (ar) Cet article est partiellement ou en totalité issu de l’article de Wikipédia en arabe intitulé « سوق الجملة بتونس » (voir la liste des auteurs).